# 永顺城市公园

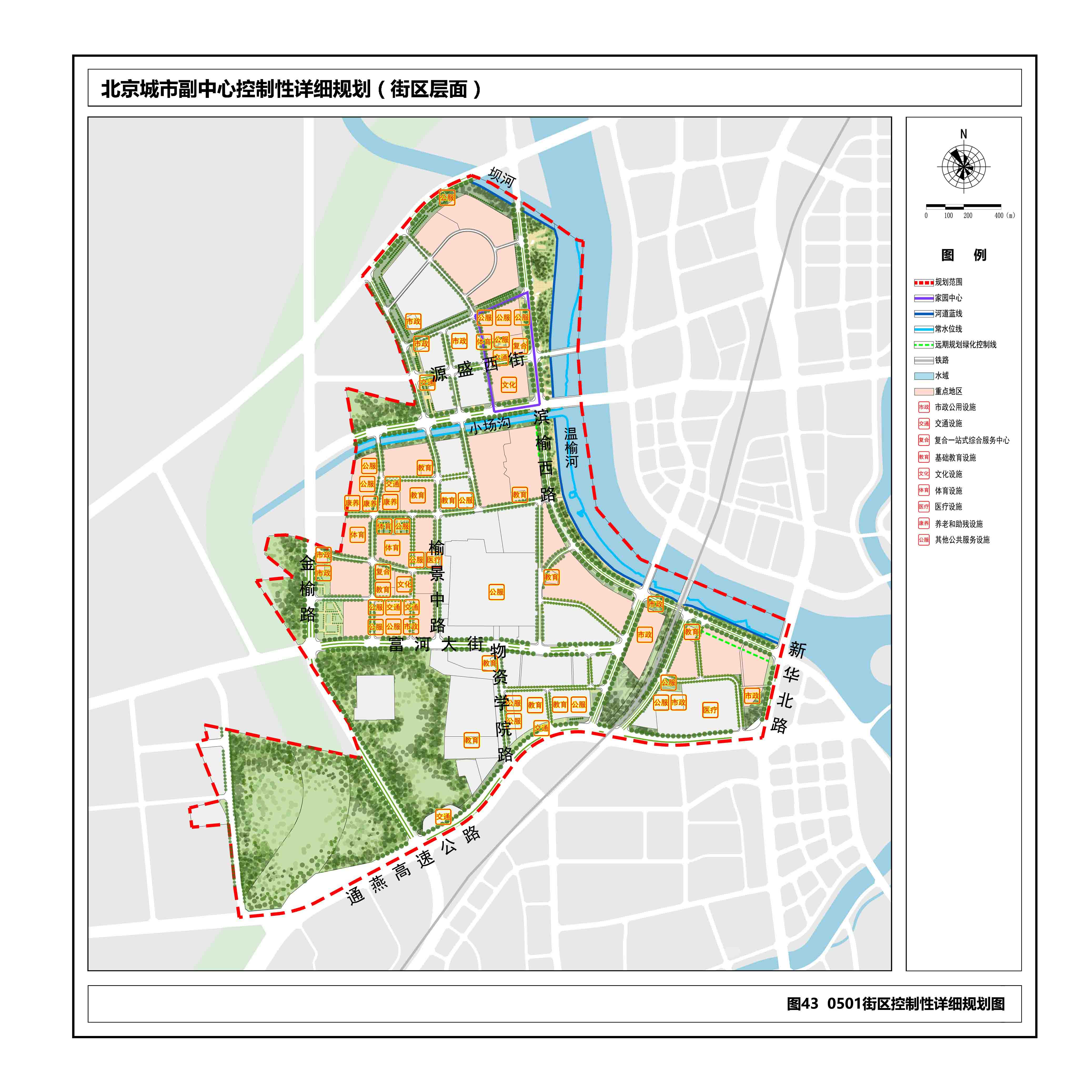
《北京城市副中心控制性详细规划（街区层面）（2016年—2035年）》 0501街区规划图则

永顺城市公园是一座位于北京市通州区永顺镇的公园，位于通燕高速西马庄段北侧，占地300多亩。此公园布局为“一环、三区、五景”。一环：环形健身步道。三区：文化游憩区、儿童娱乐区、体育健身区。五景：清娱汇景、花径寻古、绿荫康体、童趣天成、层林秋意。
此公园的前身是人工林地三八国际友谊林。